# MCM6
Faktor licenciranja DNK replikacije MCM6 je protein koji je kod ljudi kodiran MCM6 genom. MCM6 je jedan od visoko konzerviranih proteina održavanja mini-hromozoma (MCM) koji su esencijalni za inicijaciju replikacije eukariotskog genoma.

## Funkcija
MCM kompleks se sastoji od MCM6 (ovog proteina) i MCM2, dok 4 i 7 poseduju DNK helikaznu aktivnost, i smatra se da deluju kao enzimi DNK odmotavanja. Heksamerni proteinski kompleks koji formiraju MCM proteini je ključna komponenta prereplikacionog kompleksa (pre-RC), i učestvuje u formiranju replikacione viljuške i u regrutovanju drugih proteina koji učestvuju u DNK replikaciji. Fosforilacija kompleksa posredstvom CDC2 kinaze redukuje helikaznu aktivnost. Nedavno je pokazano da Mcm 6 formira jake interakcije sa Cdt1. Mutiranjem ključnih amionokiselina dovodi do umanjene Cdt1 regrutacije Mcm2-7 proteinima na pre-RC.

## Interakcije
MCM6 formira interakcije sa ORC1L, ORC2L, replikacionim proteinom A1, ORC4L, MCM4, MCM7, MCM2 i CDC45-srodnim proteinom.

## Literatura
- Ishimi Y, Ichinose S, Omori A, Sato K, Kimura H (1996). „Binding of human minichromosome maintenance proteins with histone H3”. J. Biol. Chem. 271 (39): 24115—22. PMID 8798650. doi:10.1074/jbc.271.39.24115.
- Holthoff HP, Hameister H, Knippers R (1997). „A novel human Mcm protein: homology to the yeast replication protein Mis5 and chromosomal location”. Genomics. 37 (1): 131—4. PMID 8921380. doi:10.1006/geno.1996.0530.
- Tsuruga H, Yabuta N, Hosoya S, Tamura K, Endo Y, Nojima H (1997). „HsMCM6: a new member of the human MCM/P1 family encodes a protein homologous to fission yeast Mis5”. Genes Cells. 2 (6): 381—99. PMID 9286856. doi:10.1046/j.1365-2443.1997.1290327.x.
- Ishimi Y (1997). „A DNA helicase activity is associated with an MCM4, -6, and -7 protein complex”. J. Biol. Chem. 272 (39): 24508—13. PMID 9305914. doi:10.1074/jbc.272.39.24508.
- Holthoff HP, Baack M, Richter A, Ritzi M, Knippers R (1998). „Human protein MCM6 on HeLa cell chromatin”. J. Biol. Chem. 273 (13): 7320—5. PMID 9516426. doi:10.1074/jbc.273.13.7320.
- Ohtani K, Iwanaga R, Nakamura M, Ikeda M, Yabuta N, Tsuruga H, Nojima H (1999). „Cell growth-regulated expression of mammalian MCM5 and MCM6 genes mediated by the transcription factor E2F”. Oncogene. 18 (14): 2299—309. PMID 10327050. doi:10.1038/sj.onc.1202544.
- You Z, Komamura Y, Ishimi Y (2000). „Biochemical analysis of the intrinsic Mcm4-Mcm6-mcm7 DNA helicase activity”. Mol. Cell. Biol. 19 (12): 8003—15. PMC 84885 . PMID 10567526.
- Ishimi Y, Komamura-Kohno Y, You Z, Omori A, Kitagawa M (2000). „Inhibition of Mcm4,6,7 helicase activity by phosphorylation with cyclin A/Cdk2”. J. Biol. Chem. 275 (21): 16235—41. PMID 10748114. doi:10.1074/jbc.M909040199.
- Izumi M, Yanagi K, Mizuno T, Yokoi M, Kawasaki Y, Moon KY, Hurwitz J, Yatagai F, Hanaoka F (2001). „The human homolog of Saccharomyces cerevisiae Mcm10 interacts with replication factors and dissociates from nuclease-resistant nuclear structures in G(2) phase”. Nucleic Acids Res. 28 (23): 4769—77. PMC 115166 . PMID 11095689. doi:10.1093/nar/28.23.4769.
- Lee JK, Hurwitz J (2001). „Processive DNA helicase activity of the minichromosome maintenance proteins 4, 6, and 7 complex requires forked DNA structures”. Proc. Natl. Acad. Sci. U.S.A. 98 (1): 54—9. PMC 14543 . PMID 11136247. doi:10.1073/pnas.98.1.54.
- Enattah NS, Sahi T, Savilahti E, Terwilliger JD, Peltonen L, Järvelä I (2002). „Identification of a variant associated with adult-type hypolactasia”. Nat. Genet. 30 (2): 233—7. PMID 11788828. doi:10.1038/ng826.
- Yanagi K, Mizuno T, You Z, Hanaoka F (2002). „Mouse geminin inhibits not only Cdt1-MCM6 interactions but also a novel intrinsic Cdt1 DNA binding activity”. J. Biol. Chem. 277 (43): 40871—80. PMID 12192004. doi:10.1074/jbc.M206202200.
- You Z, Ishimi Y, Masai H, Hanaoka F (2003). „Roles of Mcm7 and Mcm4 subunits in the DNA helicase activity of the mouse Mcm4/6/7 complex”. J. Biol. Chem. 277 (45): 42471—9. PMID 12207017. doi:10.1074/jbc.M205769200.
- Kneissl M, Pütter V, Szalay AA, Grummt F (2003). „Interaction and assembly of murine pre-replicative complex proteins in yeast and mouse cells”. J. Mol. Biol. 327 (1): 111—28. PMID 12614612. doi:10.1016/S0022-2836(03)00079-2.
- Yabuta N, Kajimura N, Mayanagi K, Sato M, Gotow T, Uchiyama Y, Ishimi Y, Nojima H (2004). „Mammalian Mcm2/4/6/7 complex forms a toroidal structure”. Genes Cells. 8 (5): 413—21. PMID 12694531. doi:10.1046/j.1365-2443.2003.00645.x.
- Johnson EM, Kinoshita Y, Daniel DC (2003). „A new member of the MCM protein family encoded by the human MCM8 gene, located contrapodal to GCD10 at chromosome band 20p12.3-13”. Nucleic Acids Res. 31 (11): 2915—25. PMC 156728 . PMID 12771218. doi:10.1093/nar/gkg395.
- Ramachandran N, Hainsworth E, Bhullar B, Eisenstein S, Rosen B, Lau AY, Walter JC, LaBaer J (2004). „Self-assembling protein microarrays”. Science. 305 (5680): 86—90. PMID 15232106. doi:10.1126/science.1097639.
- Yu Z, Feng D, Liang C (2004). „Pairwise interactions of the six human MCM protein subunits”. J. Mol. Biol. 340 (5): 1197—206. PMID 15236977. doi:10.1016/j.jmb.2004.05.024.